# نصیرلی
نصیرلی (به لاتین: Nasirli) یک منطقه مسکونی در جمهوری آذربایجان است که در شهرستان شابران واقع شده‌است.